# Эрведоза (Виньяйш)
Эрведоза (порт. Ervedosa) — район (фрегезия) в Португалии, входит в округ Браганса. Является составной частью муниципалитета Виньяйш. По старому административному делению входил в провинцию Траз-уж-Монтиш и Алту-Дору. Входит в экономико-статистический субрегион Алту-Траз-уш-Монтеш, который входит в Северный регион. Население составляет 445 человек на 2001 год. Занимает площадь 30,98 км².
Покровителем района считается Мартин Турский (порт. São Martinho).